# Fortezza Medicea di San Martino
La fortezza medicea di San Martino si trova a San Piero a Sieve nel comune di Scarperia e San Piero nel Mugello, a nord di Firenze. Con circa 1,5 chilometri di perimetro,17.000 metri quadrati di superficie muraria (13.500 della cerchia esterna e 3.500 del mastio) e una superficie del complesso di 65.000 metri quadrati è una delle più grandi fortezze extraurbane d'Europa, superata solo dal Forte di Fenestrelle e dalla Fortezza di San Ferran a Figueres (Spagna), anche se questi complessi sono di epoca molto più recente.

## Storia e descrizione
Essa è racchiusa in un perimetro poligonale, comprensivo di terrapieni e di sette baluardi. Al suo interno si trova una cappella e il mastio (chiamato "il cavaliere a cavallo") con le abitazioni per le truppe del granduca di Toscana. La fortezza fu fatta costruire da Cosimo I il 30 giugno 1569, su progetto di Baldassarre Lanci (già responsabile delle fortificazioni di Siena, Grosseto e Radicofani) e la sua costruzione fu poi terminata da Simone Genga e da Bernardo Buontalenti; essa prese il nome da una vecchia chiesa parrocchiale di San Martino a Beriano. Dalla biografia ufficiale di Cosimo si legge la motivazione ufficiale "...perché da quella parte si poteva da qualunque havesse voluto assalir lo stato fiorentino venir liberamente insino a Firenze con ogni moltitudine di gente quantunque grande, senza avvenirsi ad alcuna frontiera da poterli contrastare...". La prima pietra fu posta il 30 giugno 1569 e con una grande festa e processione fu benedetta da Giovanni di Galeozzo Farolfi, pievano di San Piero a Sieve. Ma i lavori andarono per le lunghe, vista anche la vastità dell'opera, che fu terminata solo nel 1608, sotto il regno di Ferdinando I. Il colle di San Martino fu scavato e sterrato e per questo stravolto completamente dalla sua forma originaria e le terre tolte alla collina furono portate a valle per costruire i terrapieni delle vie di accesso. Unica struttura precedente che si salvò dagli sterri fu quella Cappella o Chiesina che ancora oggi si trova nella parte più alta della collina: di questo luogo ci sono poche memorie, la sua costruzione viene attribuita intorno all'anno 1200 in quella che probabilmente era una rocca che successivamente fu dei Medici o di un "Castelletto" ,ovvero una torre di guardia con alcune casupole riunita attorno ad essa. La costruzione della Chiesa fa presumere che ci fosse un certo numero di abitanti nella rocca. 

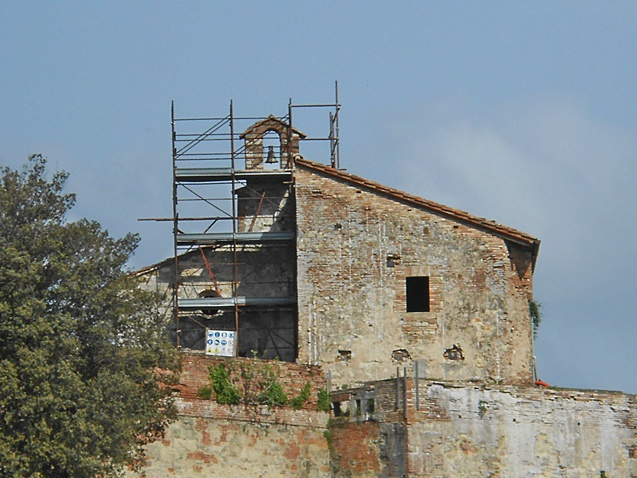
Cappella e mura del Mastio

La Fortezza di San Martino è giustamente considerata una delle più estese e soprattutto complesse fortificazioni d'Italia e dell'Europa di tutti i tempi, praticamente si tratta di un colle fortificato in quanto i suoi bastioni si adattano perfettamente alla conformazione del suolo. Ha una pianta irregolare anche se molto vicina alla forma di rettangolo rinforzata da ben nove bastioni, quelli di nord-ovest e sud-est gemelli, e due porte principali: la Fiorentina a sud e la Bolognese a nord. All'interno della mastodontica cinta, costituita da cortine a scarpa in cotto, si erge il mastio, in pratica un forte di dimensioni più piccole, anch'esso con forma irregolare a cinque lati, e dotato di mura bastionate. La sua posizione è vicina alla porta Fiorentina, sul fronte dove si supponeva i rischi di attacco fossero minori. Al suo interno vi si trovava una grande campana che serviva da segnale.
Il complesso si affaccia su un'altura che scende sulla Sieve; il suo scopo era quello di difendere Firenze ed era dotato di sistemi efficaci per resistere agli assedi, come cisterne, magazzini per viveri ed armi, casematte, cucine mulini a vento, armerie e forni per fondere cannoni. Poteva contenere fino a 2000 soldati e con questi accorgimenti reggere un assedio per diversi mesi. Il monte su cui sorgeva era attraversato da un passaggio segreto sotterraneo che conduceva al fiume, per poter portare i cavalli ad abbeverarsi in caso di assedio (oggi è ancora in parte riconoscibile).
Guardando quest'opera ci può venire in mente la Fortezza di Poggio Imperiale di Poggibonsi ma a S.Martino siamo davanti non ad una città ma ad un complesso prettamente militare capace di contenere un intero esercito in un contesto non urbano. È inoltre con quest'opera che inizia a mutare il rapporto fra manufatto e paesaggio nelle opere della difesa statica italiana: la tendenza sempre maggiore ad abbassare l'altezza in rapporto all'estensione orizzontale al fine di offrire sempre minor fronte al tiro d'artiglieria.

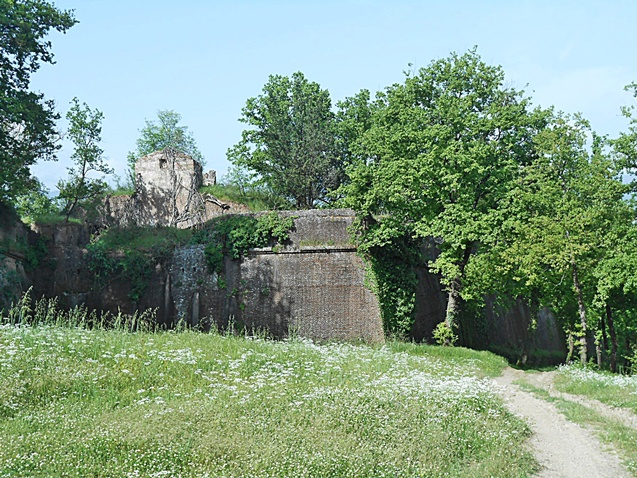
Baluardo e fortilizio

Ben presto però il Granducato vide che la sua funzione era oramai inutile. Più volte rimaneggiata e restaurata dopo il terremoto del 1762 la fortezza di San Martino fu smobilitata nel 1784 da Leopoldo I che la giudicò inutile e dispendiosa, essendo cessate le minacce di invasione dal nord. Le caserme furono trasformate in case coloniche e al suo interno iniziarono ad abitare i contadini della zona.. Pochi anni dopo, in occasione dell'invasione Francese della Toscana, un piccolo presidio militare prese possesso per l'ultima volta della fortezza trasformando gran parte delle cannoniere in fuciliere. Da allora la più grande fortificazione rinascimentale della Toscana è stata abbandonata e trasformata in podere per un paio di famiglie di mezzadri. In occasione dell’ultimo conflitto bellico la fortezza è stata per i Sanpierini un valido rifugio antiaereo.
Solamente negli anni '60/'70 ebbe un periodo di rinascita poiché acquistata dai Borghese ed in parte restaurata da Piero Bargellini, sindaco di Firenze durante l'alluvione ,che ne fece la sua dimora. Iniziò una grande opera di ripulitura e restauro specialmente del mastio e le sue intenzioni erano quelle di riportare al pubblico l'antica costruzione, ma alla sua morte la fortezza fu di nuovo abbandonata.
Oggi il complesso è visitabile solo dal sentiero che circonda le mura ma da qualche anno è stata acquista da un imprenditore che sta realizzando un attento restauro di tutte le strutture al suo interno per la riapertura al pubblico.
Il 29 maggio 2011 è stata riaperta al pubblico per dei giri guidati dentro le sue mura e ogni anno viene aperta per visite guidate nel mastio.

## Leggenda del "Regolo"
Intorno alle antiche mura della Fortezza aleggia da sempre un’antica leggenda tramandata dagli abitanti di San Piero di padre in figlio.
Si dice che durante lo scavo delle fondamenta delle mura, in una notte di tempesta, alla luce di un tremendo fulmine, qualcuno vide precipitare dal cielo come un enorme drago che sprofondò nelle viscere della terra, proprio là dove si stava scavando.  Si trattava forse del Basilisco, o Regolo, leggendario Re dei Serpenti che uccideva con lo sguardo.
Da allora si narra di strani fenomeni, mai spiegati, che si susseguirono all’ombra del fortilizio.
Fra tutti il meno sgradevole, era il circolare fra i bottegai del paese di certe monete d’oro, dalla misteriosa provenienza.  Cosa assai strana, visto il tenore di vita degli abitanti di allora. Il fatto che dette monete venissero, per così dire “spacciate” prevalentemente da giovani fanciulle e avvenenti spose e che, allo stesso tempo, fosse aumentato il numero delle nascite di splendidi bambini, rigorosamente maschi, insospettì gli uomini del posto e in particolare i giovanotti che avevano notato un certo via vai di queste donzelle per la via che conduce al forte, per poi rincasare, a tarda sera, visibilmente soddisfatte. Una sera, alcuni di loro decisero di svelare l’arcano e, presane di mira una, la seguirono, di nascosto, fino alla Fortezza.  Giunta ai piedi dei bastioni, la ragazza sostò per tirare il fiato, ma subito si levò nell’aria un canto dolcissimo che le accarezzò le orecchie e l’anima: “Oh non temere bella fanciulla, io sono il Regolo, son fatto di nulla”, mentre tutto intorno l’aria si colorava di mille luci colorate. A questo punto i giovanotti, non si sa se per la paura o per la rabbia, saltarono allo scoperto, e allora quel turbine di luci meravigliose si colorò di rosso sangue e la musica dolcissima divenne un tuono dal fragore così forte da essere udito in tutta la valle.
I ragazzi impauriti a morte si ritrovarono a correre giù per il Poggio e schizzarono ognuno in casa propria senza nemmeno darsi la buona notte (che per loro buona non fu di certo).
Per un po’ di tempo in paese si farfugliò del gran tuono e di una ragazza scomparsa, di oscuri delitti ed insane passioni e di una misteriosa creatura che si nascondeva nella Fortezza.
Poi, col passare del tempo, le chiacchiere si attenuarono e di monete d’oro non se ne videro più, anche se c’è chi è pronto a giurare che qualcuna ce n’è ancora, segretamente passata in dote di madre in figlia. E c’è chi sostiene che sotto i bastioni della Fortezza, nascosto da qualche parte, ci sia ancora il Regolo pronto ad insidiare qualche sprovveduta fanciulla che di notte si avventuri da sola da quelle parti.

## Galleria d'immagini

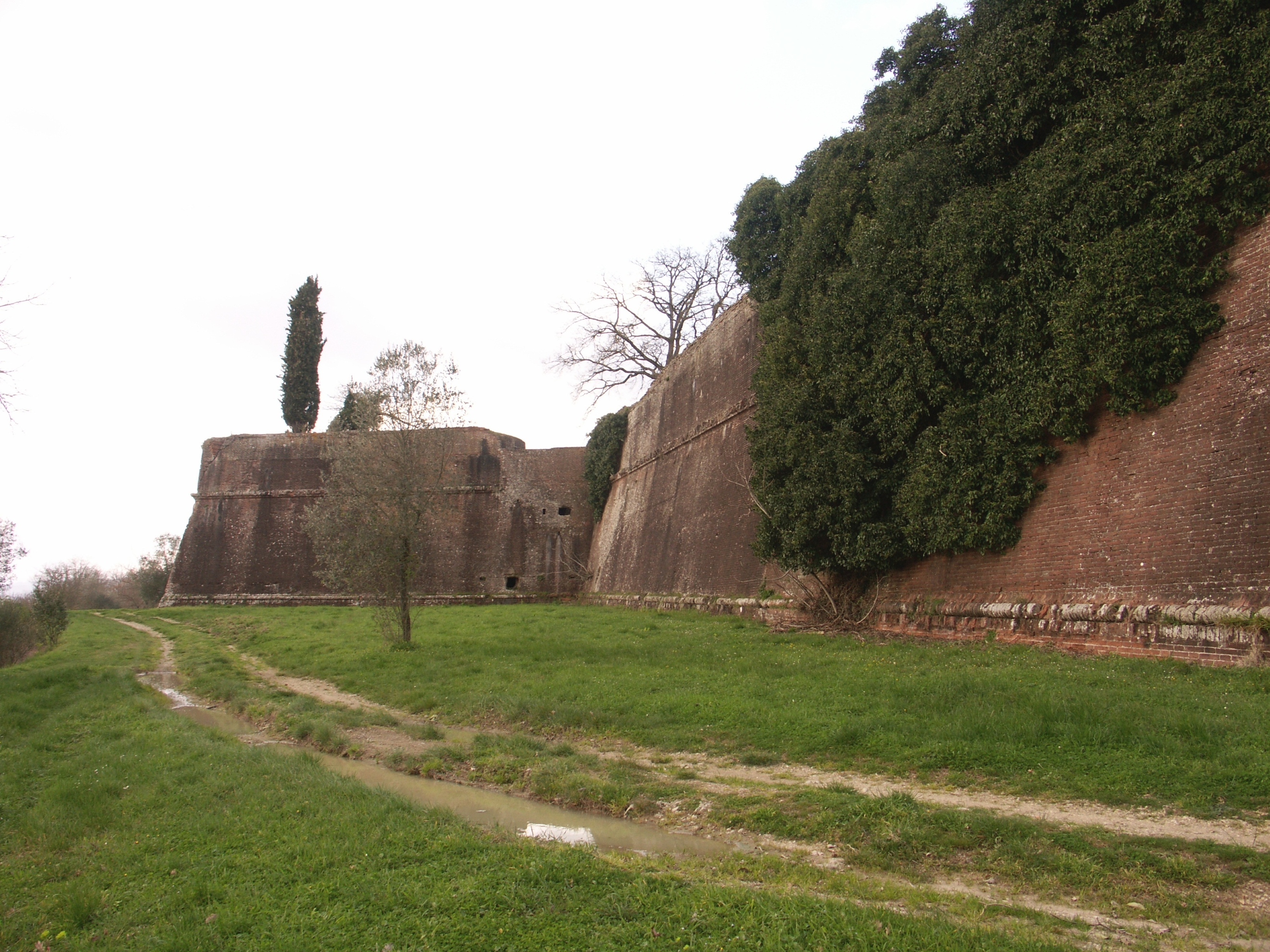
Fortezza Medicea di San Martino
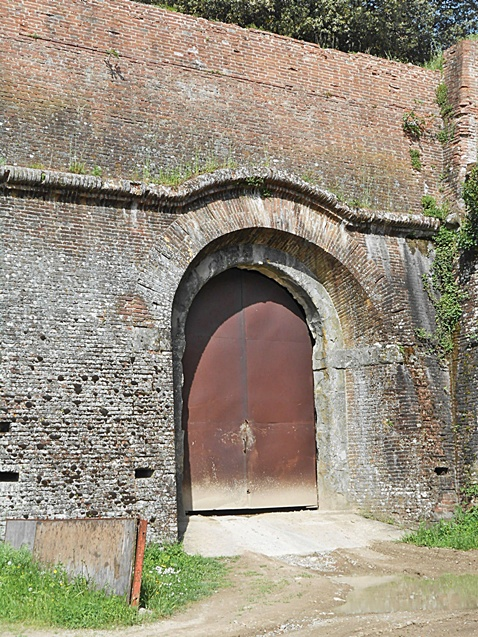
Ingresso principale
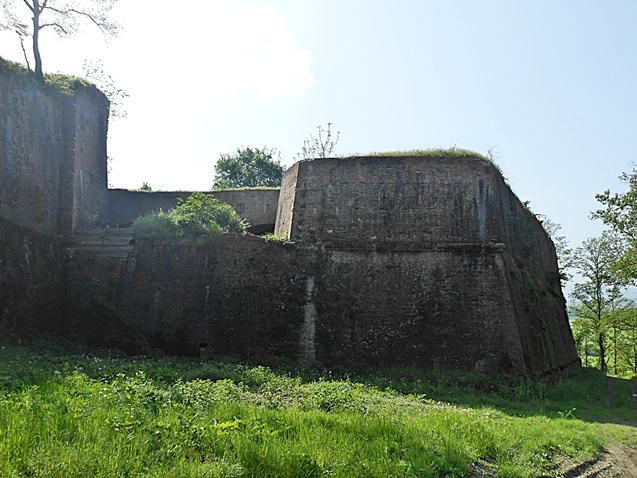
Cannoniere
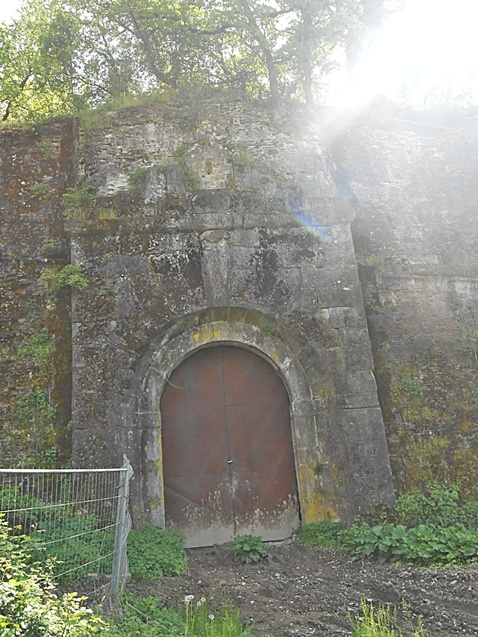
Porta Bolognese
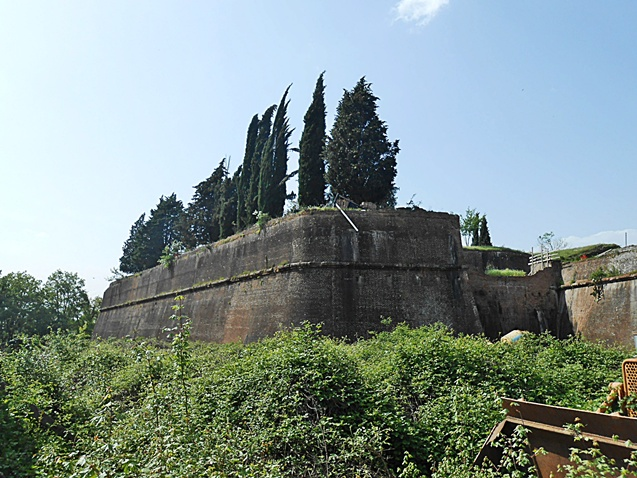
Baluardo sul versante sud
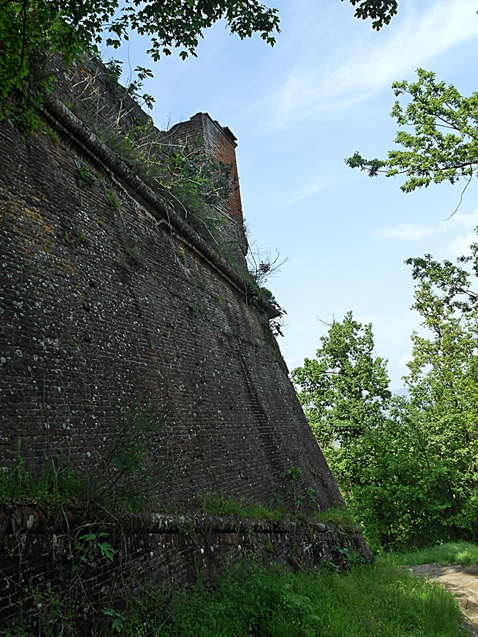
Torretta di guardia sulla punta del Baluardo
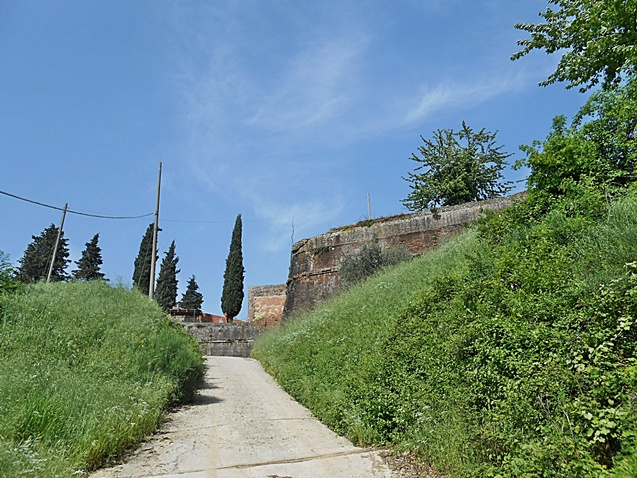
Via di accesso principale